# Nicolaas van Tolentijn
Nicolaas van Tolentijn (Sant'Angelo in Pontano, circa 1245 - Tolentino, 10 september 1305) is een Italiaanse heilige.
Nicolaas van Tolentijn werd geboren rond 1245 in Castel Sant'Angelo in Pontano (Macerata). Hij is vernoemd naar Nicolaas van Myra omdat zijn kinderloze ouders zich tot hem wendden. Hij was van eenvoudige afkomst en trad op jeugdige leeftijd toe tot de orde van de augustijnen. Hij studeerde in het provinciale studiecentrum van de Marche in Ancona vanaf 1262 tot 1273. Hij kan worden beschreven als een bescheiden kloosterling en priester, vol christelijke liefde voor zijn medebroeders en de andere mensen; getrouw in het volbrengen van de verplichtingen van zijn religieuze professie. Zo bezocht hij regelmatig de zieken en armen en ondersteunde hen met grote zorg. Hij schaamde er zich niet voor om voor zijn communiteit te bedelen. Zijn preken waren bijzonder doeltreffend en men was zeer gesteld op zijn geestelijke leiding. Gedurende de bijna dertig laatste jaren van zijn leven verbleef hij in Tolentino (Tolentijn), waar hij op 10 september 1305 overleed. Zijn lichaam rust in de augustijnenkerk te Tolentino. Die was oorspronkelijk aan Augustinus gewijd maar werd het middelpunt van de verering van de heilige Nicolaas van Myra. De kerk is met indrukwekkende fresco's beschilderd die scènes uit het leven van de heilige en gebeurtenissen uit het leven van Christus voorstellen. In het jaar 1446 werd Nicolaas van Tolentino door paus Eugenius IV heilig verklaard.
De Nicolaas van Tolentijnkerk in Bourg-en-Bresse is aan hem toegewijd.

## Verering in Nederland
Op verschillende plaatsen in Nederland vinden of vonden bedevaarten ter ere van Nicolaas van Tolentijn plaats, onder andere naar de Paterskerk in Eindhoven en naar de Sint-Gertrudiskerk in Wouwse Plantage.